# Fluorn-Winzeln
Fluorn-Winzeln ist eine Gemeinde in Baden-Württemberg und gehört zum Landkreis Rottweil.

## Geographie

### Geographische Lage
Fluorn-Winzeln liegt am Ostrand des Schwarzwalds über dem Neckartal, rund sechs Kilometer westlich von Oberndorf am Neckar auf einer Höhe von 649 m ü. NN.

### Nachbargemeinden
Die Gemeinde grenzt im Norden an die Alpirsbacher Stadtteile Peterzell und Römlinsdorf im Landkreis Freudenstadt, im Osten an die Oberndorfer Stadtteile Hochmössingen und Beffendorf, im Süden an den Schramberger Stadtteil Waldmössingen und im Westen an Aichhalden.

### Gemeindegliederung
Die Gemeinde Fluorn-Winzeln besteht aus den früher selbstständigen Gemeinden Fluorn und Winzeln. Zur ehemaligen Gemeinde Fluorn gehören das Dorf Fluorn und der Wohnplatz Pochenmühle. Zur ehemaligen Gemeinde Winzeln gehören das Dorf Winzeln und die Höfe Kirchentannen, Staffelbach und Untere Mühle.

### Schutzgebiete
Das Heimbach- und Staffelbachtal, zwischen Fluorn und Winzeln gelegen, ist seit 1953 als Landschaftsschutzgebiet ausgewiesen. Die Heimbachaue ist zudem ein flächenhaftes Naturdenkmal. Südlich von Winzeln hat die Gemeinde Anteil am Landschaftsschutzgebiet Umgebung des alten Römerkastells und Heckengelände.

## Geschichte

### Altertum
Archäologische Befunde legen nahe, dass sich im Winzelner Gemeindewald zur Römerzeit eine Ziegelei befand.

### Mittelalter
Im Jahre 1099 wurde Fluorn in einer Urkunde des Klosters Alpirsbach zum ersten Mal urkundlich erwähnt. Damals lag das Gebiet im Herzogtum Schwaben.
Archäologische Funde zeigen, dass der Bereich um das heutige Pfarrhaus bereits im 10. Jahrhundert besiedelt war. Oberhalb der Kirche wurden 1814 angeblich Gräber aus der Merowingerzeit gefunden, die seit dem Zweiten Weltkrieg verschollen sind.
Fluorn war ursprünglich im Besitz der Grafen von Sulz und kam im Erbgang Mitte des 13. Jahrhunderts an die Herren von Geroldseck. 1471 fiel der Ort an die Grafschaft Württemberg und wurde dem Amt in Sulz unterstellt.
Die Ortsherren von Winzeln waren die Herren von Zimmern, die ihre Herrschaftsrechte für Winzeln 1535 an die Reichsstadt Rottweil verkauften.

### Neuzeitliche Entwicklung
Mit der Umsetzung der neuen Verwaltungsgliederung im 1806 gegründeten Königreich Württemberg kam der altwürttembergische Ort Fluorn 1810 vom Oberamt Sulz zum neu errichteten Oberamt Oberndorf.
Das bis zum Reichsdeputationshauptschluss zum Territorium der Reichsstadt Rottweil gehörige Winzeln war bis 1806 dem Landoberamt Rottweil, von 1806 bis 1810 dem Oberamt Rottweil und seit 1810 ebenfalls dem Oberamt Oberndorf zugeordnet.
Bei der Kreisreform während der NS-Zeit in Württemberg gelangten die Gemeinden 1938 zum Landkreis Rottweil. 1945 wurde das Gebiet Teil der Französischen Besatzungszone und kam somit zum Nachkriegsland Württemberg-Hohenzollern, welches 1952 im Land Baden-Württemberg aufging.

### Gründung der heutigen Gemeinde
Am 1. November 1972 schlossen sich die beiden Dörfer Fluorn und Winzeln zur neuen Gemeinde Fluorn-Winzeln zusammen.

### Historisches Treffen der Grünen-Frauen
Im April 1980 trafen sich im Vorfeld der Wahlen zum ersten regulären Landesvorstand der Grünen auf Initiative von Christine Muscheler-Frohne 25 Frauen aus dem ganzen Land in der Alten Kirche. Hier wurde eine Erklärung zur Gleichberechtigung von Mann und Frau formuliert, die auf dem Parteitag angenommen wurde. Damit wurde die paritätische Besetzung ihres Landesvorstands, aller Ämter und Mandate mit Männern und Frauen nach dem Reißverschlussprinzip eingeführt.

## Religion

### Fluorn
Ulrich von Württemberg setzte 1534 in seinem Herzogtum die Reformation durch und begründete damit eine eigene evangelische Landeskirche. Die Bewohner des altwürttembergischen Ortes Fluorn wurden somit gemäß dem Prinzip „Cuius regio, eius religio“ evangelisch. 1558 ist erstmals ein evangelischer Lehrer nachweisbar, seit 1600 eine deutschsprachige Schule. Die Evangelische Kirche Fluorn ist ursprünglich in romanisch-gotischem Stil als ehemalige Wehrkirche errichtet worden. 1963 wurde das alte Kirchenschiff abgerissen und durch einen zeltförmig anmutenden Neubau ersetzt. Lediglich der Kirchturm ist noch in seinem ursprünglichen Zustand erhalten. Die evangelische Kirchengemeinde Fluorn befindet sich im Kirchenbezirk Rottweil und gehört zur Evangelischen Landeskirche in Württemberg. Sie ist für die evangelischen Bewohner der Teilorte Fluorn, Winzeln und Waldmössingen (Stadtteil von Schramberg) zuständig.

### Winzeln
Die in Winzeln im 15. Jahrhundert errichtete Kirche wurde dem Heiligen Mauritius geweiht und blieb stets katholisch. 1907 wurde an Stelle der alten Kirche ein Neubau im Stil der Neogotik errichtet. Die römisch-katholische Kirchengemeinde St. Mauritius in Winzeln gehört zum Dekanat Rottweil der Diözese Rottenburg-Stuttgart und hat (im Jahre 2010) etwa 1500 Gläubige, die sich auf die beiden Orte Winzeln und Fluorn verteilen, wobei der größere Teil im überwiegend katholisch geprägten Ortsteil Winzeln wohnt.

## Sehenswürdigkeiten
- Pfarrhaus, erbaut 1672 am Platz der ehemaligen Ortsburg der Herren von Fluorn (um 1099 ersterwähnt). Ein Vorgängerbau brannte während des Dreißigjährigen Krieges ab.[5]

## Politik

### Verwaltungsgemeinschaft
Die Gemeinde gehört der Vereinbarten Verwaltungsgemeinschaft der Stadt Oberndorf am Neckar an.

### Gemeinderat
Der Gemeinderat in Fluorn-Winzeln besteht aus den gewählten 14 ehrenamtlichen Gemeinderäten und dem Bürgermeister als Vorsitzendem. Der Bürgermeister ist im Gemeinderat stimmberechtigt. Bei der Kommunalwahl am 9. Juni 2024 wurde der Gemeinderat durch Mehrheitswahl gewählt. Mehrheitswahl findet statt, wenn kein oder nur ein Wahlvorschlag (Zukunft gestalten) eingereicht wurde. Die Bewerber mit den höchsten Stimmenzahlen sind dann gewählt. Die Wahlbeteiligung lag bei 66,09 %.

### Bürgermeister
Seit dem 12. April 2022 ist Rainer Betschner (CDU) Bürgermeister von Fluorn-Winzeln. Er wurde am 30. Januar 2022 im ersten Wahlgang mit 81,2 Prozent der Stimmen zum Nachfolger von Bernhard Tjaden (parteilos) gewählt. Tjaden wurde am 14. August 2005 im zweiten Wahlgang zum neuen Bürgermeister der Gemeinde gewählt. Er löste Wolfgang Schnell ab. Bei den Bürgermeisterwahlen am 27. Januar 2014 wurde er mit 58,47 % für weitere acht Jahre im Amt bestätigt. Bei der Bürgermeisterwahl 2022 trat er nicht mehr an.

### Partnerschaften
Fluorn-Winzeln pflegt partnerschaftliche Beziehungen zu
- Schönau an der Triesting in Niederösterreich und
- zum Ortsteil Obercarsdorf der Stadt Dippoldiswalde in Sachsen.

## Sport
Der ortsansässige Luftsportverein Schwarzwald e. V. war Ausrichter der Deutschen Segelflug-Meisterschaften der Clubklasse vom 21. Mai bis 6. Juni 2009. Mit dem Aufstieg in die 1. Segelflug-Bundesliga im Jahr 2007 wurde gleich der Titel gewonnen. Seither fliegt die Mannschaft vom LSV Schwarzwald kontinuierlich in die Top Ten und hat in den Jahren 2009, 2013 sowie 2015 jeweils den Vizemeistertitel errungen. Besonders erfolgreicher Pilot ist Matthias Sturm, der regelmäßig an Weltmeisterschaften teilnimmt und schon Weltmeister und Vizeweltmeister war.

## Wirtschaft und Infrastruktur

### Bildung
Im Ortsteil Fluorn gibt es eine Grundschule („Heimbachschule“), die Grundschule im Ortsteil Winzeln wurde im Sommer 2015 geschlossen. Alle weiterführenden Schulen stehen in den nahen Gemeinden Oberndorf am Neckar, Aichhalden, Schramberg, Dunningen und Rottweil zur Verfügung.

## Persönlichkeiten
Söhne und Töchter der Gemeinde:
- Reiner Trik (* 1963), Ringer